# Jan Kazaev
Jan Igorevič Kazaev (in russo Ян Игоревич Казаев?; San Pietroburgo, 26 novembre 1991) è un ex calciatore russo, di ruolo centrocampista.